# MC Rocker Suså
|  | Denne artikel er oprettet af botten Steenthbot ud fra en ekstern database. Den kan derfor have sproglige fejl eller mangler. Denne skabelon kan fjernes efter kontrol af indholdet. |

MC Rocker Suså er en dansk dokumentarfilm fra 1978.

## Handling
Rockere fortæller om deres klub.